# Dounia Sabir
Dounia Sabir est une taekwondoïste marocaine. 

## Carrière
Dounia Sabir est médaillée d'argent dans la catégorie des moins de 73 kg aux Championnats d'Afrique de taekwondo 2022 à Kigali.